# Dire Straits
Dire Straits, britanski rock sastav, osnovan 1977. godine. Tijekom karijere u Dire Straitsima, Mark Knopfler je bio tekstopisac i vodeća snaga skupine. Njihove najpoznatije pjesme uključuju „Sultans of Swing”, „Tunnel of Love”, „Romeo and Juliet”, „Private Investigations”, „Money for Nothing”, „Walk of Life”, „So Far Away”, „Brothers in Arms” i „Calling Elvis”. Dire Straits i Mark Knopfler prodali su preko 120 milijuna albuma. U Rock and Roll Hall of Fame primljeni su 2018. godine.

## Osnutak sastava
Sastav su 1977. osnovali Mark Knopfler (gitara i vokal), njegov mlađi brat David (ritam gitara), John Illsley (bas-gitara i vokal) i Pick Withers (bubnjevi i udaraljke), a menadžer im je bio Ed Bicknell. Iako je sastav osnovan u eri punk rocka, Dire Straits su svirali u okvirima klasičnog rocka, iako s ogoljenim zvukom koji bi se svidio tadašnjoj publici kojoj je bilo dosta pretjerano produciranog rocka 1970-ih. U svojim ranim danima, Mark i David su tražili od vlasnika pubova u kojima su svirali da stišaju pojačala kako bi gosti mogli međusobno razgovarati, što je pokazivalo njihovu prvotnu nesigurnost i nenametljivost. Unatoč tome što nisu privlačili svojim pristupom rock and rollu vrlo brzo su postali uspješni, i njihov prvi album je prodan u multiplatinastoj nakladi diljem svijeta.

## Počeci i prva dva albuma (1977. – 1979.)
Mark Knopfler, njegov mlađi brat David Knopfler, John Illsley i Pick Withers osnovali su grupu 1977. godine. 
Na prijedlog britanskog klavijaturiste Mikea O'Neilla nazvali su se Dire Straits ("strašna nevolja") zbog loše financijske situacije u kojoj su se nalazili članovi grupe. Tijekom 1977. snimili su demo traku s pet pjesama koja je uključivala njihov budući singl „Sultans of Swing”. Na demotraci su se nalazile verzije pjesama „Wild West End” , „Sultans of Swing” , „Down to the Waterline” , „Sacred Loving” (pjesma Davida Knopflera) i „Water of Love”. Odnijeli su traku DJ-u Charlieju Gillettu, koji je vodio radio program „Honky Tonk” na radio stanici BBC. Grupa je samo htjela savjet, međutim Gillettu se toliko svidjela glazba da je pustio „Sultans of Swing” u svom programu. Dva mjeseca kasnije, Dire Straitsi su potpisali ugovor s izdavačkom kućom Phonogram Records. Uspjeh grupe je došao prekasno za prvobitnog bubnjara Patricka Scotta, koji je napustio grupu vjerujući da se neće uspjeti probiti na scenu.
U listopadu 1977. snimili su demotrake pjesama „Southbound Again”, „In the Gallery” i „Six Blade Knife” za BBC radio, a u studenom su snimili pjesme „Setting Me Up”, „Eastbound Train” i „Real Girl”.
Prvi album, Dire Straits, snimili su u studiju Basing Street u zapadnom Londonu u veljači 1978. godine za 12.500 funti. Producent albuma je bio Muff Winwood. Album je nakon izdavanja u Ujedinjenom Kraljevstvu imalo vrlo malo promocije, i nije bio dobro primljen kod publike. Međutim, album je privukao pozornost Karin Berg koja je radila u izdavačkoj kući Warner Bros u New Yorku. Osjećala je da je publika gladna takve vrste glazbe, ali u početku se samo jedna osoba u odjelu složila s njom. Većina pjesama na albuma odražavala je iskustva Marka Knopflera u Newcastleu, Leedsu i Londonu. „Down to the Waterline” prizivala je slike života u Newcastleu; „In the Gallery” je posveta kiparu i umjetniku Harryju Phillipsu iz Leedsa; „Wild West End” i „Lions” govore o prvim danima Knopflera u Londonu.
Te iste godine, Dire Straits su počeli turneju kao predgrupa za Talking Heads kada se ponovno izdana pjesma „Sultans of Swing” počela uspinjati na glazbenoj ljestvici u Ujedinjenom Kraljevstvu. To je dovelo do ugovora u SAD-u s izdavačkom kućom Warner Bros, i prije kraja 1978., Dire Straits su izdali svoj istoimeni album diljem svijeta. Privukli su više pažnje u SAD-u te zauzeli vrh glazbenih lista u Australiji i Novom Zelandu. Naposljetku je njihov debitantski album završio među prvih 10 u svakoj europskoj zemlji.
Sljedeće godine Dire Straitsi su započeli svoju prvu turneju u Sjevernoj Americi. Svirali su 51 rasprodani koncert u periodu od 38 dana. „Sultans of Swing” je došla na četvrto mjesto glazbene liste u SAD-u i osmo mjesto u Ujedninjenom Kraljevstvu. Ta je pjesma postala jedan od najvećih hitova Dire Straitsa i učvrstila se u nastupima grupe uživo. Bob Dylan, koji je vidio nastup grupe u Los Angelesu, bio je toliko impresioniran da je pozvao Marka Knopflera i bubnjara Picka Withersa da sviraju na njegovom sljedećem albumu Slow Train Coming.
Snimanje pjesama za drugi album, Communiqué, odvijalo se u prosincu 1978. u studiju „Compass Point” u Nassauu.  Album je izdan u lipnju 1979., a producenti su bili Jerry Wexler i Barry Beckett. Zanimljivo je da je album završio na prvom mjestu glazbene liste u Njemačkoj, a u isto vrijeme je i njihov prvi album bio na trećem mjestu. Drugi album sa singlom „Lady Writer” nastavio je sa sličnim monokromatskim raspoloženjem kao i prvi album, te je pokazao prošireni raspon Knopflerovih tekstova na uvodnoj pjesmi „Once Upon a Time in the West”. Album je prodan u više od 3 milijuna kopija diljem svijeta. U godinama koje nadolaze, ovaj se pristup počeo mijenjati zajedno s postavom grupe.

## Povećana glazbena složenost (1980. – 1984.)
Dire Straits su odredili razdoblje od lipnja do kolovoza 1980. za snimanje pjesama za njihov treći album, Making Movies, koji se trebao izdati u listopadu te godine. Tijekom snimanja gitarist David Knopfler je napustio grupu da bi se okušao u solo karijeri. Snimanje je nastavljeno sa Sidom McGinnisom na ritam gitari i klavijaturistom Royem Bittanom iz sastava E Street Band. Producent albuma je bio Jimmy Iovine zajedno s Markom Knopflerom. Nakon što je snimanje završilo, klavijaturist Alan Clark i gitarist Hal Lindes iz Kalifornije su se pridružili Dire Straitsima kao punopravni članovi za turneju po Europi i Sjevernoj Americi.
Na albumu Making Movies su se nalazile pjesme dužeg trajanja sa složenijim aranžmanom, i to je bio stil koji će se nastaviti kroz cijelu karijeru grupe. Najuspješniji singl s albuma je bila pjesma „Romeo and Juliet”, dok je poduža uvodna pjesma s albuma, „Tunnel of Love”, s uvodom iz mjuzikla „The Carousel Waltz”  Richarda Rodgersa i Oscara Hammersteina II, postala jedna od najdražih pjesama grupe te ujedno i omiljena na nastupima uživo. Making Movies je zauzeo četvrto mjesto na glazbenoj listi Ujedinjenog Kraljevstva. 
Četvrti studijski album Dire Straitsa, Love Over Gold, bio je vrlo dobro primljen nakon izlaska u rujnu 1982. godine, i dosegao je prvo mjesto u Ujedinjenom Kraljevstvu. Naziv albuma bio je inspiriran natpisom grafita koji je Knopfler ugledao iz svog stana u Londonu. To je bio prvi album koji je Knopfler samostalno producirao, a uključivao je pjesme poveće duljine zajedno s instrumentalnim dijelovima specifične atmosfere. Glavni hit s albuma je bila pjesma „Private Investigations”, koja je bila prva koja je donijela Dire Straitsima mjesto u prvih pet na glazbenoj listi u Ujedinjenom Kraljevstvu. Dosegla je drugo mjesto unatoč duljini od skoro sedam minuta i postala je još jedna od omiljenih pjesama na nastupima grupe. 
U drugim dijelovima svijeta, pjesma „Industrial Disease” je bila glavni singl s albuma, posebno u Kanadi, gdje je ušla u prvih deset na glazbenoj listi. Uz istoimenu pjesmu „Love Over Gold”, album je sadržavao i pjesmu „Telegraph Road” u trajanju od 14 minuta, čiji stihovi govore o brzom rastu i napretku američkog grada Detroita. Album Love over Gold je navodno prodan u dva milijuna primjeraka u prvih šest tjedana nakon izdavanja.
Ubrzo nakon izdavanja albuma Love Over Gold, bubnjar Pick Withers je napustio grupu. Njegova zamjena je bio Terry Williams, koji je prije nastupao za Rockpile.
Tijekom 1983., izdan je EP s četiri pjesme nazvan ExtendedancEPlay, u vrijeme dok se Love Over Gold još uvijek nalazio na glazbenim listama. Sadržavao je hit singl „Twisting by the Pool” koji je ušao među prvih dvadeset pjesama na glazbenoj listi u Ujedinjenom Kraljevstvu. Dire Straitsi su tako krenuli na svjetsku turneju nazvanu Love Over Gold Tour.  U sklopu te turneje, 12. srpnja 1983. prvi su put posjetili Zagreb.  Koncert je održan na stadionu u Kranjčevićevoj, a o posjećenosti svjedoči podatak o 8000 gledatelja koji su ostali bez ulaznica. Nakon turneje uslijedio je dvostruki album Alchemy, izdan 1984. Snimka je to dvaju koncerata uživo u londonskom Hammersmith Odeonu iz srpnja 1983. i to bez studijskih preinaka. Koncert je također izdan na videotraci.
Tijekom 1983. i 1984. Mark Knopfler je također bio uključen u druge projekte izvan grupe. Napisao je glazbu za filmove Local Hero i Cal, koja je također izdana u obliku albuma istoga naziva (Local Hero i Cal).

## Brothers in Armsrazdoblje (1985. – 1986.)
Dire Straitsi su počeli snimati pjesme krajem 1984. u studiju Air Studios u Montserratu za njihov peti studijski album, Brothers in Arms, koji su producirali Knopfler i Neil Dorfsman. Bilo je dodatnih promjena u sastavu grupe, gdje je dodan drugi klavijaturist Guy Fletcher koji je prije radio sa sastavom Roxy Music i na glazbi za film Cal. Gitarist Hal Lindes je napustio grupu tijekom snimanja. Njegovo mjesto je preuzeo gitarist Jack Sonni iz New Yorka iako nije dobio službene zasluge kao punopravni član grupe na izdanju albuma. Američki džez bubnjar Omar Hakim se pridružio Terryju Williamsu na bubnjevima. Obojica su dobila zasluge na izdanju albuma. 
Brothers In Arms je postao najprodavaniji album 1985. godine u Ujedinjenom Kraljevstvu i veliki hit diljem svijeta. Izdano je nekoliko singlova: „Money for Nothing”, koji je zauzeo prvo mjesto na glazbenoj listi u SAD-u i četvrto mjesto u Ujedinjenom Kraljevstvu, „So Far Away”, „Brothers in Arms", „Walk of Life” i „Your Latest Trick”. „Money for Nothing” je bio prvi video spot koji je emitiran 1. kolovoza 1981. na televizijskoj postaji MTV u Britaniji i uključivao je gostujuće vokale Stinga iz grupe The Police, čija se glavna melodija iz njegove pjesme „Don't Stand So Close to Me” može čuti kao „I want my MTV” („Ja želim svoj MTV”) čime je Sting dobio zasluge kao tekstopisac pjesme. Pjesma je osvojila nagradu Grammy za najbolji rock nastup grupe.
Naslovna pjesma albuma Brothers in Arms prvi je svjetski singl izdan u CD formatu. Izdana je u Ujedinjenom Kraljevstvu kao promotivni materijal za nadolazeću svjetsku turneju. U međuvremenu, pjesma „Walk of Life” je bila najuspješniji komercijalni singl u Ujedinjenom Kraljevstvu gdje je zauzela drugo mjesto na glazbenoj listi. „Money for Nothing”, „Walk of Life” i „Brothers in Arms” su postale pjesme koje se redovito izvode na nastupima grupe. 
Komercijalni uspjeh albuma Brothers in Arms proizlazi i iz činjenice da je album bio prvi koji se prodao u milijun primjeraka u CD formatu i ima velike zasluge za njegovo lansiranje. Ujedno je to bio i jedan od prvih izdanih albuma na CD-u, u cijelosti digitalno obrađenih, što je vodilo one koji su rano prihvaćali nove tehnologije da smatraju ovaj album ako nešto što moraju obvezno kupiti. Album Brothers in Arms na CD-u je bio jedan od prvih koji je sadržavao materijal koji se nije nalazio na njegovom LP ekvivalentu (gramofonskoj ploči); sadržavao je punu verziju pjesme „Money for Nothing”, za razliku od one koja se pojavljuje na ploči. U stvari, CD sadrži proširene verzije svih pjesama na prvoj strani originalne gramofonske ploče, s izuzetkom pjesme „Walk of Life”. Novi glazbeni format pružio je Knopfleru odličnu priliku da pokaže svoje pedantne produkcijske vrijednosti na prošlim albuma grupe što je dovelo mnoge obožavatelje da kupe sve prijašnje albume u novom CD formatu. Album je proveo 14 tjedana na broju 1 ljestvice albuma.
Svjetska turneja koja je uslijedila izdavanju albuma bila je izrazito uspješna. Zpočela je 25. travnja 1985. koncertom u Splitu, za koji su se pripremali u dvorani Gospino polje u Dubrovniku, te uvježbavali za ostatak turneje. Nakon tri tjedna vraćaju se da bi nastupili u Beogradu, Zagrebu i Ljubljani s ukupnom posjećenošću od 30.000 gledatelja. Dok su bili u Londonu da bi održali 13 uzastopnih koncerata u Wembley areni, grupa je13. srpnja 1985. na Wembley stadionu održala nastup na Live Aidu. Njihov izbor pjesama je uključivao „Money for Nothing” sa Stingom na pratećim vokalima. Turneja je završila u Sydneyu gdje Dire Straitsi još uvijek drže rekord u broju uzastopnih nastupa, čak 21. Zadnji nastup ovog produženog boravka u Sydneyju u travnju 1986. godine je snimljen i emitiran na televiziji u Australiji i Novom Zelandu i poznat je po calypso verziji pjesme „So Far Away”. Grupa je također izvela improviziranu verziju poznate australske folk pjesme „Waltzing Matilda”. Dire Straitsi su održali 248 nastupa u 23 zemlje i 117 gradova pred oko 2,5 milijuna gledatelja.
U SAD-u, album Brothers in Arms je bio također uspješan, gdje je držao prvo mjesto na Billboard glazbenoj listi devet tjedana te je prodan u multiplatinastoj nakladi.

## Stanka (1987. – 1990.)
U 1987. godini Mark Knopfler se koncentrirao na solo projekte i glazbu za filmove. Dire Straits su se ponovno okupili 11. lipnja 1988. za koncert u čast 70. rođendana Nelsona Mandele na stadionu Wembley. Pridružio im se Eric Clapton koji je zajedno s grupom izveo svoj hit „Wonderful Tonight” te svirao ritam gitaru na pjesmama „Romeo and Juliet” i „Sultans of Swing”. Ubrzo nakon toga, bubnjar Terry Williams je napustio grupu.
U rujnu 1988. godine Dire Straitsi su se razišli, barem nakratko. Veliki uspjeh albuma Brothers in Arms i turneje donijeli su veliku količinu stresa članovima grupe, i Knopfler je objavio službeno raspuštanje grupe govoreći da „treba odmora od tog svega”. Album s najvećim hitovima, Money for Nothing, izdan je u listopadu 1988. i zasjeo je na prvo mjesto glazbene liste u Ujedinjenom Kraljevtsvu.
Osim toga, Knopfler je 1989. godine osnovao grupu The Notting Hillbillies, koja se fokusirala na country glazbi. Postavu grupe činili su: Guy Fletcher, Brendan Croker i Steve Phillips. Jedini album grupe je bio Missing...Presumed Having a Good Time izdan 1990. s manjim hit singlom „Your Own Sweet Way”. The Notting Hillbillies su bili na turneji ostatak godine, a pojavili su se i u televizijskom programu Saturday Night Live. 
Knopfler će dalje isticati utjecaje countryja u suradnji s gitaristom Chetom Atkinsom na zajedničkom albumu Neck and Neck izdanom 1990. godine.

## Ponovno okupljanje i zadnji albumi (1991. – 1995.)
U siječnju 1991. godine, Knopfler, John Illsley i menadžer Ed Bicknell su odlučili ponovno okupiti grupu. Sada se sastojala od četiri člana: Knopflera, Illsleya, te dvojice klavijaturista, Alana Clarka i Guya Fletchera.
Članovi grupe počeli su snimati pjesme za novi album, a ovoga puta su im se pridružili glazbenici: Paul Franklin, Danny Cummings na udaraljkama, saksofonist Chris White i gitarist Phil Palmer. Visoko cijenjeni američki bubnjar Jeff Porcaro svirao je bubnjeve na albumu, ali je odbio pozivnicu da se pridruži kao punopravni član grupe zbog obveza prema grupi Toto.
Rezultat je bio posljednji studijski album grupe, On Every Street, koji je objavljen u rujnu 1991. godine, šest godina nakon albuma Brothers in Arms. Objava albuma On Every Street iščekivala se s nestrpljenjem, ali dočekana je s različitim kritikama i osrednjim uspjehom. Uvodna pjesma „Calling Elvis” bila je prvi singl u Ujedinjenom Kraljevstvu i dosegla je mjesto među prvih 30 na glazbenoj ljestvici. Još su tri pjesme objavljene kao singlovi, zadnja od njih je bila pjesma „The Bug” koja sadrži prateće vokale Vincea Gilla, koji je također bio pozvan da se pridruži grupi ali je to odbio. Neki su kritičari smatrali novi album nedostojnim nasljednikom albuma Brothers in Arms. Iako se album nije prodavao toliko dobro kao prethodni, ipak je zauzeo prvo mjesto na glazbenoj ljestvici u Ujedinjenom Kraljevstvu, te dvanaesto u SAD-u.
Bubnjar Chris Whitten se pridružio grupi kada su krenuli na napornu svjetsku turneju koja je trajala do kraja 1992. godine, a vidjelo je preko 4 milijuna gledatelja. Njihova zadnja turneja, iako glazbeno više dotjerana, nije bila uspješna kao prethodna svjetska turneja iz 1985. – 86., i Marku Knopfleru je više bilo dosta takvih glomaznih operacija. To sve je prizemljilo grupu. Zadnja stanica na turneji i ujedno zadnji koncert Dire Straitsa održao se 9. listopada 1992. u Zaragozi. U svibnju 1993. godine, izdan je album koji je popratio turneju, On the Night. Kao i On Every Street, i ovaj album je dočekan s miješanim kritikama.
Dire Straitsi su posljednji album objavili 1995. prije konačnog raspuštanja. Album Live at the BBC je objavljen samo da bi odradili svoj ugovor s izdavačkom kućom Vertigo Records. Njihov treći i zadnji album uživo bio je kolekcija snimaka iz razdoblja od 1978. do 1981. godine te je većim dijelom uključivao prvobitnu postavu grupe.

## Raspuštanje i ponovna okupljanja (1995. do danas)
Mark Knopfler je potiho raspustio Dire Straitse 1995. godine. Već je ranije izrazio želju da se ostavi velikih turneja koje su naposljetku dovele do razilaska grupe. Karijeru solo glazbenika započeo je 1996. godine albumom Golden Heart. Album Brothers in Arms je u kolovozu 1996. godine službeno dosegao nakladu od devet milijuna primjeraka. Tijekom te iste godine, cijeli katalog albuma Dire Straitsa digitalno je obradio Bob Ludwig, i ponovno je objavljen u CD formatu u većini svjetskih zemalja osim u SAD-u, gdje je postao dostupan tek u rujnu 2000. godine. Ukupna prodaja albuma iznosi preko 30 milijuna kopija.
Knopfler, John Illsley, Alan Clark i Guy Fletcher ponovno su se okupili kao Dire Straitsi po zadnji puta 19. lipnja 1999. godine s Edom Bicknellom na bubnjevima na Illsleyjevom vjenčanju. Za tu priliku su odsvirali pet pjesama uključujući i Chuck Berryjevu pjesmu „Nadine”.
Za četiri dobrotvorna koncerta tijekom 2002. godine, Marku Knopfleru su se pridružili John Illsley, Guy Fletcher, Danny Cummings i Chris White. Brendan Croker je sudjelovao tijekom prve polovice nastupa, u izvođenju materijala The Notting Hillbilliesa, a Illsley se tada pridružio u izvođenju pjesama Dire Straitsa.
Kompilacija Private Investigations: The Best of Dire Straits & Mark Knopfler, objavljena je u studenom 2005. godine. Sadrži materijale s većine studijskih albuma Dire Straitsa kao i Knopflerove solo materijale i glazbu iz filmova. Album je bio dobro prihvaćen od publike. Ograničeno izdanje albuma Brothers in Arms izdano je 2005. godine prigodom obilježavanja dvadesete obljetnice izdanja albuma. Izdanje je dobilo nagradu Grammy za album s najboljom reprodukcijom zvuka.
U čast njihovom prvom službenom nastupu u klubu Farrer House, britanska udruga glazbenika PRS for Music postavila je spomen-ploču u londonskoj četvrti Deptford.

## Diskografija
Dire Straitsi su izdali ukupno 6 studijskih albuma, 3 albuma uživo i kompilacije te 23 singla.
| - Dire Straits (1978.) - Communiqué (1979.) - Making Movies (1980.) - Love Over Gold (1982.) - Brothers in Arms (1985.) - On Every Street (1991.) | - Alchemy: Dire Straits Live (1984.) - On the Night (1993.) - Live at the BBC (1995.) - Money for Nothing (1988.) - Sultans of Swing: The Very Best of Dire Straits (1998.) - Private Investigations: The Best of Dire Straits & Mark Knopfler (2005.) |

## Članovi sastava
| - Mark Knopfler - vokal, solo gitara (1977. – 1995.) - John Illsley - bas-gitara, prateći vokal (1977. – 1995.) - Alan Clark - klavijature (1980. – 1995.) - Guy Fletcher - sintesajzer, prateći vokal (1984. – 1995.) - David Knopfler - ritam gitara, klavijature, prateći vokal (1977. – 1980.) | - Pick Withers - bubnjevi, udaraljke (1977. – 1982.) - Terry Williams - bubnjevi (1982. – 1989.) - Jack Sonni - ritam gitara (1985. – 1988.) - Hal Lindes - ritam gitara, prateći vokal (1980. – 1985.) |

Osim stalnih članova, u radu sastava sudjelovali su i sljedeći glazbenici (kao studijski glazbenici ili kao glazbenici na turnejama):
| - Joop de Korte - udaraljke - Mel Collins - saksofon - Tommy Mandel - klavijature - Chris White - saksofon - Eric Clapton - gitara | - Chris Whitten - bubnjevi, udaraljke - Phil Palmer - gitara - Paul Franklin - pedal steel gitara - Danny Cummings - udaraljke |

## Nagrade
| - BRIT Awards 1983. – najbolji britanski sastav - Grammy 1986. – najbolja rock izvedba sastava ("Money for Nothing") - Grammy 1986. – album s najboljom reprodukcijom zvuka (Brothers in Arms) - Juno Award 1986. – strani album godine - BRIT Awards 1986. – najbolji britanski sastav - MTV Video Music Awards 1986. – video spot godine ("Money for Nothing") | - MTV Video Music Awards 1986. – najbolji video spot glazbenog sastava ("Money for Nothing") - Grammy 1987. – najbolji video spot ("Dire Straits Brothers in Arms") - BRIT Awards 1987. – najbolji britanski album (Brothers in Arms) - Grammy 2006. – album s najboljom reprodukcijom zvuka (Brothers in Arms, izdanje iz 2005.) - PRS for Music Heritage Award 2009. |

Ostali izvori:
- službene stranice Grammyja[31]
- pretraga na stranicama Juno Awardsa[34]

## Vanjske poveznice
- Službena stranica Marka Knopflera
- Službena stranica Davida Knopflera
- Službena stranica Hala Lindesa
- Službena stranica Guya Fletchera